# Медаль за хоробрість (Мальта)
Медаль «За хоробрість» (мальт. Midalja għall-Qadi tar-Repubblika) — нагорода Республіки Мальта, заснована у 1975 році. Вручається за виняткові прояви хоробрості.

## Порядок нагородження
Медаль вручається Президентом Мальти за письмовою згодою Прем'єр-міністра мальтійським громадянам і організаціям, але може присуджуватися й іноземцям на почесній основі. На практиці, однак, подати пропозицію про нагородження можуть усі громадяни Республіки та громадські організації. Пропозиції оцінюються та подаються до комітету, члени якого призначаються прем'єр-міністром. Медалі вручає Президент під час урочистої інвеститури. Імена медаллю публікуються в офіційному бюлетені уряду «Урядовий вісник». Медаль може бути присвоєна посмертно. 
Нагородження не пов'язане з будь-якими матеріальними вигодами чи іншими привілеями, окрім того, що нагороджені мають право використовувати постномінальні літери «M.R.Q.» 
З моменту створення в 1975 році до 2016 року було вручено вісім медалей. 

## Опис
Медаль «За хоробрість» — срібна медаль діаметром 40 мм. У першому типі на аверсі зображено герб Мальти, який використовувався з 1975 по 1988 роки, накладений на 48 сонячних променів. У другого типу на аверсі зображено герб Мальти з 1988 року. На реверсі рельєфно зображено карту Мальтійських островів, оточену вінком, під яким розташовано напис «Għall-Qlubija» (укр. «За хоробрість»). Подібно до лицьової сторони, реверс також накладено на малюнок із 48 сонячних променів. Медаль висить на штанзі з написом «1975». Стрічка медалі має ширину 32 мм, наполовину біла і наполовину червона. У жіночому варіанті стрічку зав'язують у бант. 